# Принцип електрогідродинамічної аналогії
При́нцип електрогідродинамі́чної анало́гії (рос. принцип электрогидродинамической аналогии; англ. principle of electrohydrodynamic analogy; нім. Prinzip n der elektrohydrodynamischen Analogie) — принцип, що ґрунтується на аналогії електрогідродинамічній, суть якого полягає у відповідності (аналогії) електричних і гідрогазомеханічних величин:
U~ Ф ~ P; I ~ q ~ Q; Rел ~ Rф , де U, I, Rел — напруга, сила струму i електричний опір (електричні величини);
Ф, Р, q, Q , Rф — потенціал, тиск, питома витрата рідини, витрата рідини і фільтраційний опір (гідрогазомеханічні величини).